# بلوغ (انسان)
بُلوغ (به انگلیسی: Puberty) فرایند تغییرات جسمی است که از طریق آن بدن کودک در یک بدن بزرگسال قادر به تولیدمثل جنسی بالغ می‌شود. این فرایند توسط سیگنال‌های هورمونی از مغز به غدد جنسی شروع می‌شود: تخمدان در یک دختر، بیضه در یک پسر. در پاسخ به سیگنال‌ها، غدد جنسی هورمون‌هایی تولید می‌کنند که لیبیدو و رشد، عملکرد و تحول مغز، استخوان‌ها، عضلات، خون، پوست، مو، پستانها و اندام‌های جنسی را تحریک می‌کنند. رشد جسمی — قد و وزن — در نیمه اول بلوغ تسریع می‌شود و هنگامی که بدن بزرگسال رشد می‌کند کامل می‌شود. قبل از بلوغ، اندام‌های جنسی خارجی، که به عنوان ویژگی‌های اصلی جنسی شناخته می‌شوند، ویژگی‌های جنسی هستند که پسران و دختران را از یکدیگر متمایز می‌کند. بلوغ از طریق ایجاد خصوصیات جنسی ثانویه، که باعث تمیز بیشتر جنس‌ها می‌شود، سبب بدشکلی جنسی می‌شود.
به‌طور متوسط، دختران در ۸ تا ۱۲ سالگی بلوغ و در ۱۳ تا ۱۸ سالگی بلوغ کامل را شروع می‌کنند. پسران به‌طور کلی در ۱۱ تا ۱۳ سالگی بلوغ و در ۱۴ تا ۱۸ سالگی بلوغ کامل را شروع می‌کنند. مهم‌ترین نقطه عطف بلوغ زنان، قاعدگی است که به‌طور متوسط در ۸ تا ۱۱ سالگی اتفاق می‌افتد. برای مردان، اولین انزال، اسپرمارچ، به‌طور متوسط در ۱۳ سالگی اتفاق می‌افتد. در قرن بیست و یکم، میانگین سنی بلوغ کودکان، به ویژه دختران، در مقایسه با قرن نوزدهم که برای دختران ۱۵ سال و برای پسران ۱۶ سال است، کمتر است. این می‌تواند به دلیل تعداد زیادی از فاکتورها باشد، از جمله بهبود تغذیه منجر به رشد سریع بدن، افزایش وزن و رسوب چربی، یا قرار گرفتن در معرض اختلالات غدد درون ریز مانند xenoestrogens، که می‌تواند در بعضی مواقع به دلیل مصرف غذا یا سایر عوامل محیطی باشد. بلوغی که زودتر از حد معمول شروع می‌شود به عنوان بلوغ زودرس شناخته می‌شود و بلوغی که دیرتر از حد معمول شروع می‌شود به عنوان بلوغ تأخیری شناخته می‌شود.
در میان تغییرات ریخت‌شناختی در اندازه، شکل، ترکیب و عملکرد بدن بلوغ قابل توجه است، ایجاد خصوصیات جنسی ثانویه، «پر کردن» بدن کودک است. از دختر به زن، از پسر به مرد.

## تفاوت بین بلوغ زن و مرد

طرح تقریبی دوره‌های رشد از کودکی تا اوایل بزرگسالی. بلوغ در سمت راست با رنگ سبز مشخص شده است.

دو مورد از مهم‌ترین تفاوتهای بلوغ در دختران و بلوغ در پسران، سن شروع آن و عمده استروئیدهای جنسی درگیر، آندروژن‌ها و استروژن‌ها است.

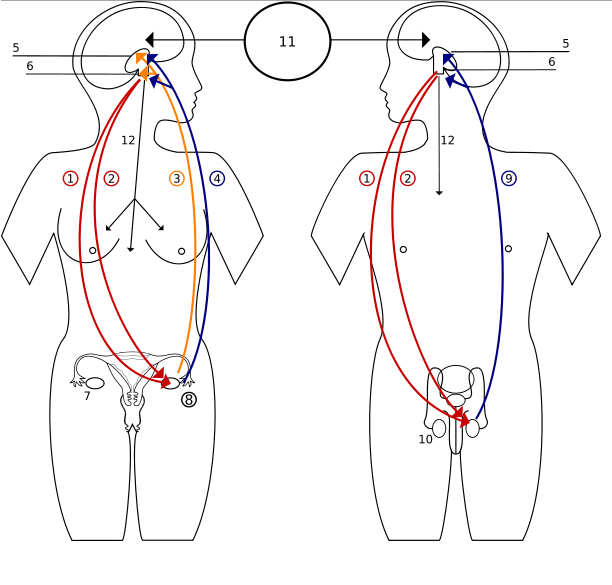

اگرچه طیف وسیعی از سنین طبیعی وجود دارد، دختران به‌طور معمول بلوغ را از حدود ۱۰ تا ۱۱ سالگی شروع می‌کنند و در حدود ۱۵ تا ۱۷ سالگی بلوغ را به پایان می‌رسانند. پسران حدود ۱۱–۱۲ سالگی شروع می‌شوند و حدود ۱۶–۱۷ سالگی به پایان می‌رسند. دختران حدود چهار سال پس از اولین تغییرات جسمی بلوغ به بلوغ باروری می‌رسند. در مقابل، پسران با سرعت کمتری شتاب می‌گیرند
برای پسران، هورمون جنسی اصلی آندروژن تستوسترون است. در حالی که تستوسترون تولید می‌شود، تمام تغییرات پسران به عنوان آزار دهنده مشخص می‌شود. یک محصول قابل توجه از متابولیسم تستوسترون در مردان استرادیول است. تبدیل تستوسترون به استرادیول به میزان چربی بدن بستگی دارد و سطح استرادیول در پسران به‌طور معمول بسیار کمتر از دختران است. «جهش رشد» مرد نیز دیرتر آغاز می‌شود، سرعت آن آهسته‌تر می‌شود و پیش از فیوز شدن اپی فیز دوام بیشتری دارد. اگرچه پسران پیش از شروع بلوغ به‌طور متوسط ۲ سانتی‌متر (۰٫۸ اینچ) بلندتر از دختران هستند، اما مردان بزرگسال به‌طور متوسط حدود ۱۳ سانتی‌متر (۵٫۱ اینچ) بلندتر از زنان هستند. بیشتر این اختلاف جنسیتی در قدهای بزرگسالان ناشی از شروع بعدی جهش رشد و پیشرفت کندتر تا اتمام است که نتیجه مستقیم افزایش بعدی و پایین آمدن سطح استرادیول در مردان بالغ است.
هورمونی که بر رشد زنان غلبه دارد، استروژن به نام استرادیول است. در حالی که استرادیول رشد پستانها و رحم را تقویت می‌کند، اما همچنین هورمون اصلی محرک رشد بلوغ و بلوغ و بسته شدن اپی فیزال است. سطح استرادیول زودتر افزایش می‌یابد و در زنان از مردان بالاتر می‌رود.
بلوغ هورمونی ماده بسیار پیچیده‌تر از پسران است. هورمونهای اصلی استروئیدی، تستوسترون، استرادیول و پروژسترون و همچنین پرولاکتین عملکردهای مهم فیزیولوژیکی را در بلوغ بازی می‌کنند. استروئیدژنز گناد در دختران با تولید تستوسترون شروع می‌شود که به سرعت در داخل تخمدان به استرادیول تبدیل می‌شود. با این حال میزان تبدیل از تستوسترون به استرادیول (تحت تأثیر تعادل FSH / LH) در اوایل بلوغ بسیار فردی است، و در نتیجه الگوهای بسیار متنوعی از ویژگی‌های جنسی ثانویه ایجاد می‌شود. تولید پروژسترون در تخمدان‌ها با ایجاد چرخه‌های تخمک گذاری در دختران (در مرحله لوتئال چرخه) آغاز می‌شود، پیش از بلوغ، مقادیر کم پروژسترون در غدد فوق کلیوی دختران و پسران تولید می‌شود.

## آغاز بلوغ
پیش از بلوغ، افزایش تولید آندروژن آدرنال در سنین ۶–۱۰ نشان داده می‌شود. آدرنارک گاهی با ظاهر اولیه موهای زیر بغل و شرم همراه است. اولین موهای آندروژنی ناشی از آدرنارک نیز می‌تواند زودگذر باشد و پیش از آغاز بلوغ واقعی از بین برود.
شروع بلوغ با ضربان زیاد GnRH همراه است، که پیش از افزایش هورمون‌های جنسی، LH و FSH است. پالس‌های GnRH برون زا باعث شروع بلوغ می‌شوند. تومورهای مغزی که باعث افزایش خروجی GnRH می‌شوند نیز ممکن است منجر به بلوغ زودرس شوند.
علت افزایش GnRH ناشناخته است. لپتین ممکن است علت افزایش GnRH باشد. لپتین گیرنده‌هایی در هیپوتالاموس دارد که GnRH را سنتز می‌کند. افرادی که کمبود لپتین دارند در شروع بلوغ موفق نمی‌شوند. سطح لپتین با شروع بلوغ افزایش می‌یابد و پس از اتمام بلوغ به بزرگسالان کاهش می‌یابد. افزایش GnRH همچنین ممکن است توسط ژنتیک ایجاد شود. یک مطالعه کشف کرد که جهش در ژن‌ها که هم نوروکینین B و هم گیرنده نوروکینین B را رمزگذاری می‌کند می‌تواند زمان بلوغ را تغییر دهد. محققان این فرضیه را مطرح کردند که نوروکینین B ممکن است در تنظیم ترشح کیسپپتین، یک ترکیب مسئول تحریک ترشح مستقیم GnRH و همچنین انتشار غیر مستقیم LH و FSH، نقشی داشته باشد.

### اثرات شروع بلوغ زودرس و دیررس
چندین مطالعه در مورد بلوغ، تأثیرات بلوغ زودرس یا دیررس در مردان و زنان را بررسی کرده است. به‌طور کلی، دخترانی که دیر وارد بلوغ می‌شوند، در نوجوانی و بزرگسالی نتایج مثبتی را تجربه می‌کنند، در حالی که دخترانی که در اوایل بلوغ وارد می‌شوند، نتایج منفی را تجربه می‌کنند. پسرانی که زمان بلوغ آنها زودتر است، به‌طور کلی در بزرگسالی نتایج مثبت تری دارند اما در دوره بلوغ نتایج منفی بیشتری دارند، در حالی که عکس این مسئله برای زمان بلوغ بعدی صدق می‌کند.

#### دخترها
نتایج به‌طور کلی نشان می‌دهد که شروع زودرس بلوغ در دختران می‌تواند از نظر روانشناختی آسیب رسان باشد. دلیل اصلی این اثر مخرب مسئله تصویر بدن است. همان‌طور که از نظر جسمی رشد می‌کنند، با افزایش وزن در چندین ناحیه از بدن، دختران بلوغ زودرس معمولاً بزرگتر از دخترانی هستند که هنوز وارد بلوغ نشده‌اند. در نتیجه فشار اجتماعی برای نازک بودن، دختران در سن بلوغ دید منفی نسبت به تصویر بدن خود پیدا می‌کنند. علاوه بر این، افراد ممکن است دختران را در مورد سینه‌های قابل مشاهده مورد تحریک قرار دهند، و دختر بلوغ زودرس را مجبور کنند با لباس متفاوت لباس‌های پستان خود را پنهان کند. خجالت در مورد بدن رشد یافته نیز ممکن است منجر به امتناع از لباس در ورزش شود. این تجربیات منجر به کاهش عزت نفس، افسردگی بیشتر و تصویر بدتر از بدن در این دختران در سنین بلوغ می‌شود.
افزون‌براین، از آنجا که اختلافات جسمی و عاطفی آنها را از افراد در گروه سنی یکسان جدا می‌کند، دختران بلوغ زودتر با افراد مسن روابط برقرار می‌کنند. به عنوان مثال، برخی از دختران در بلوغ زودرس دوست پسر بزرگتری دارند، «جذب زنان و بدنشان معصومیت دخترانه می‌شود.» اگرچه داشتن یک پسر بزرگتر ممکن است محبوبیت در بین همسالان را افزایش دهد، اما همچنین خطر الکل و مصرف مواد مخدر را افزایش می‌دهد افزایش روابط جنسی (اغلب بدون محافظت)، اختلالات خوردن و قلدری.
به‌طور کلی، بعداً شروع بلوغ در دختران نتایج مثبتی ایجاد می‌کند. آنها در نوجوانی رفتارهای مثبتی از خود نشان می‌دهند که تا بزرگسالی ادامه دارد.

#### پسرها
در گذشته، شروع زودرس بلوغ در پسران با نتایج مثبتی مانند رهبری در دبیرستان و موفقیت در بزرگسالی همراه بوده است. با این حال، مطالعات اخیر نشان داده است که خطرات و مشکلات بلوغ زودرس در مردان ممکن است از مزایای آنها بیشتر باشد.
پسران در بلوغ زودرس رفتارهای «پرخاشگرانه تر، قانون‌شکنی و سو مصرف الکل» پیدا می‌کنند، که سبب عصبانیت نسبت به والدین و ایجاد مشکل در مدرسه و پلیس می‌شود. بلوغ زودرس همچنین با افزایش فعالیت جنسی و یک مورد بالاتر از بارداری در نوجوانان ارتباط دارد، که هر دو می‌تواند منجر به افسردگی و سایر مسائل روانی اجتماعی شود. با این حال، بلوغ زودرس همچنین ممکن است به نتایج مثبتی منجر شود، از جمله محبوبیت در بین همسالان، عزت نفس بالاتر و اعتماد به نفس، به عنوان یک نتیجه از پیشرفت‌های جسمی، مانند قد بلندتر، رشد عضلات، پستان عضلانی مرد و توانایی ورزشی بهتر.
از طرف دیگر، پسران در اواخر بلوغ به دلیل فیزیک کمتر توسعه یافته از اعتماد به نفس و اعتماد به نفس کمتری برخوردار می‌شوند و به‌طور کلی محبوبیت کمتری در بین همسالان دارند. همچنین، آنها با مشکلات اضطرابی و افسردگی روبرو هستند و به احتمال زیاد نسبت به پسران دیگر از رابطه جنسی می‌ترسند.

## بلوغ در پسران
در پسران، بلوغ با بزرگ شدن بیضه‌ها و کیسه بیضه آغاز می‌شود. اندازه آلت تناسلی مرد نیز افزایش می‌یابد و پسران دچار موی عانه می‌شوند. بیضه‌های پسر نیز شروع به تولید اسپرم می‌کنند. ترشح مایع منی که حاوی اسپرم و مایعات دیگر است، انزال نامیده می‌شود. در دوران بلوغ، آلت تناسلی مرد در پسر قادر به تخلیه منی و اشباع ماده است. اولین انزال پسر یک مرحله مهم در رشد او است. به‌طور متوسط، اولین انزال پسران در ۱۳ سالگی اتفاق می‌افتد. انزال گاهی در هنگام خواب اتفاق می‌افتد (احتلام). این پدیده به عنوان انتشار شبانه شناخته می‌شود. تقریباً همه پسران نوجوان در ۱۳ یا ۱۲ سالگی خودارضایی را تجربه می‌کنند و امکان دارد تا ۱۸ سالگی ادامه یابد.

### اندازه بیضه
در پسران، بزرگ شدن بیضه اولین تظاهر جسمی بلوغ است (و به آن گنادارک گفته می‌شود). اندازه بیضه در پسران پیش از بلوغ از حدود یک سالگی تا شروع بلوغ کمی تغییر می‌کند، طول آنها تقریباً ۲–۳ سانتی‌متر و عرض آنها حدود ۱٫۵–۲ سانتی‌متر است. اندازه بیضه‌ها از پارامترهای مقیاس Tanner برای دستگاه تناسلی مردان است، از مرحله I که نمایانگر حجم کمتر از ۱٫۵ میلی لیتر است، تا مرحله V که نشان دهنده حجم بیضه بیشتر از ۲۰ میلی لیتر است. اندازه بیضه حدود ۶ سال پس از شروع بلوغ به حداکثر اندازه بزرگسالان می‌رسد. در حالی که ۱۸–۲۰ سانتی‌متر مکعب متوسط اندازه بزرگسالان است، در جمعیت طبیعی تنوع زیادی در اندازه بیضه وجود دارد. بعد از بزرگ شدن و تکامل بیضه‌های پسر برای حدود یک سال، طول و سپس عرض شاخه آلت تناسلی مرد افزایش می‌یابد و آلت تناسلی مرد و جسم‌های غارنوزایی نیز به نسبت بزرگسالان بزرگ می‌شوند.

### عضله مردانه و فرم بدن
در پایان بلوغ، مردان بالغ دارای استخوان‌های سنگین تر و تقریباً دو برابر عضله اسکلتی هستند. برخی از رشد استخوان‌ها (به عنوان مثال عرض شانه و فک) به‌طور نامتناسبی بیشتر است، و در نتیجه شکل‌های اسکلتی نر و ماده به‌طور قابل توجهی متفاوت است. یک مرد بالغ به‌طور متوسط حدود ۱۵۰٪ از بدن لاغر بدن یک ماده متوسط و حدود ۵۰٪ از چربی بدن را دارد.
این عضله عمدتاً در مراحل بعدی بلوغ تکامل می‌یابد و رشد عضله می‌تواند حتی پس از بلوغ بیولوژیکی پسران ادامه یابد. اوج به اصطلاح «جهش قدرت»، سرعت رشد عضلات، تقریباً یک سال پس از تجربه یک اوج، نرخ رشد ماهیچه به دست می‌آید.
غالباً، نوارهای چربی بافت پستان نر و نوک سینه‌ها در دوران بلوغ ایجاد می‌شوند. گاهی، به ویژه در یک پستان، این امر آشکارتر می‌شود و به آن ژنیکوماستی گفته می‌شود. این معمولاً یک پدیده دائمی نیست.

### نعوظ
نعوظ در هنگام خواب یا هنگام بیدار شدن از نظر پزشکی به عنوان تومسانس آلت تناسلی شبانه شناخته می‌شود و به‌طور عامیانه به عنوان چوب صبح شناخته می‌شود. آلت تناسلی مرد می‌تواند در طول خواب به‌طور مرتب نعوظ پیدا کند و مردان یا پسران اغلب با نعوظ از خواب بیدار می‌شوند. پس از رسیدن پسر به سن نوجوانی، نعوظ به دلیل بلوغ بیشتر اتفاق می‌افتد. نعوظ می‌تواند خودبه‌خود و در هر زمان از روز رخ دهد، و اگر پوشیده باشد ممکن است باعث برآمدگی یا «قوز» شود. این را می‌توان با پوشیدن لباس زیر مناسب، پیراهن بلند و لباس گشاد، مخفی یا پنهان کرد. نعوظ برای کودکان پیش از بلوغ و نوزادان معمول است و حتی ممکن است پیش از تولد نیز رخ دهد. [۳۳] نعوظ‌های خودبه‌خودی به نعوظ‌های غیرارادی یا ناخواسته نیز معروف هستند و طبیعی هستند. چنین نعوظ‌هایی اگر در مکان‌های عمومی اتفاق بیفتد، مانند کلاس یا اتاق نشیمن، شرم‌آور خواهد بود.

### جمع شدن پوست ختنه‌گاه
در دوران بلوغ، اگر پیش از آن نباشد، نوک و دهانه پوست ختنه‌گاه پسر گسترده‌تر می‌شود، به تدریج امکان عقب رفتن از شاخه آلت تناسلی مرد و پشت استخوان را فراهم می‌کند که در نهایت بدون درد و مشکل ممکن است. غشایی که سطح داخلی پوست ختنه‌گاه را با گلن پیوند می‌دهد از هم می‌پاشد و پوست ختنه‌گاه را آزاد می‌کند تا از غائله جدا شود. پوست ختنه‌گاه به تدریج جمع می‌شود.
تحقیقات انجام شده توسط اوستر (۱۹۶۸) نشان داد که با شروع و ادامه بلوغ، تعداد پسران قادر به عقب کشیدن پوست ختنه‌گاه خود افزایش می‌یابد. در ۱۲–۱۳ سالگی، اوستر دریافت که فقط ۶۰٪ از پسران قادر به جمع کردن پوست ختنه‌گاه خود هستند. این در ۱۴–۱۵ سالگی به ۸۵ درصد و در ۱۶–۱۷ سالگی به ۹۵ درصد افزایش یافت. وی همچنین دریافت که ۱٪ از کسانی که قادر به جمع‌آوری کامل فیموز تجربه نشده در ۱۴–۱۷ سال نیستند، بقیه تا حدی قادر به این کار هستند. یافته‌ها با تحقیقات بیشتر توسط Kayaba و همکاران (۱۹۹۶) در مورد بیش از ۶۰۰ پسر پشتیبانی شد و Ishikawa و Kawakita (2004) نشان دادند که در ۱۵ سالگی، ۷۷٪ از نمونه پسران آنها می‌توانند پوست ختنه‌گاه خود را جمع کنند. Beaugé (۱۹۹۷) گزارش می‌دهد که پسران ممکن است با کشش دستی به توسعه پوست ختنه‌گاه خلفی کمک کنند.
هنگامی که پسری توانست پوست ختنه‌گاه خود را پس بگیرد، بهداشت آلت باید از ویژگی‌های مهم مراقبت از بدن در بدن باشد. اگرچه آکادمی اطفال آمریکا اظهار داشت که «شواهد اندکی برای اثبات ارتباط بین وضعیت ختنه و بهداشت مطلوب آلت تناسلی مرد» وجود دارد، مطالعات مختلف نشان می‌دهد که پسران باید در مورد نقش بهداشت از جمله جمع کردن پوست ختنه‌گاه هنگام ادرار کردن و شستشو تحت آموزش قرار گیرند. در هر فرصتی برای غسل دادن شستشوی منظم زیر پوست ختنه توسط کروگر و آزبورن (۱۹۸۶) برای کاهش خطر ابتلا به بی نظمی‌های آلت تناسلی یافت شد، اما بیرلی و همکاران (۱۹۹۳) گزارش کرد که از شستشوی زیاد با صابون خودداری شود، زیرا باعث خشک شدن روغن از بافت‌ها شده و باعث درماتیت غیراختصاصی می‌شود.

### موی تناسلی
موهای تناسلی غالباً اندکی پس از شروع رشد دستگاه تناسلی روی پسری ظاهر می‌شوند. موهای شرمگاهی معمولاً ابتدا در قسمت پشتی (شکمی) آلت تناسلی مرد دیده می‌شوند. چند موی اول به عنوان مرحلهٔ ۲ توصیف می‌شود. مرحلهٔ ۳ معمولاً طی ۶–۱۲ ماه دیگر انجام می‌شود، زمانی که موها برای شمارش بیش از حد هستند. در مرحلهٔ ۴، موهای تناسلی «مثلث شرمگاهی» را پُر می‌کنند. مرحلهٔ ۵ به گسترش موهای تناسلی به ران‌ها و بالا به سمت ناف به عنوان بخشی از موهای شکمی در حال رشد اشاره دارد.

### مو بدن وصورت

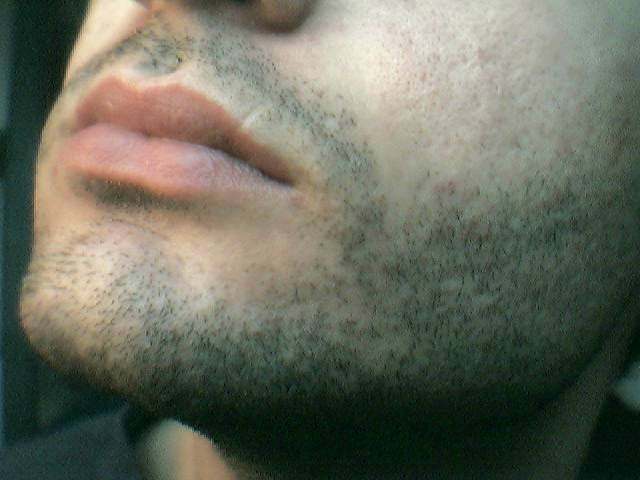
ریش و سیبیل در صورت یک پسر

در ماه‌ها و سال‌ها پس از ظهور موهای عانه، دیگر مناطق پوست که به آندروژن‌ها پاسخ می‌دهند ممکن است موهای آندروژنیک ایجاد کنند. توالی معمول این است: موهای زیر بغل، موهای اطراف گوش، موهای بالای لب، موهای خط ریش (پیش حفره)، موهای اطراف و ریش. همانند بیشتر فرآیندهای بیولوژیک انسان، این نظم خاص ممکن است در برخی افراد متفاوت باشد. بازو، پا، سینه، شکم و پشت مو به‌تدریج سنگین می‌شود. در مردان بزرگسال مقدار زیادی از موی بدن طیف وسیعی وجود دارد و از نظر زمان و مقدار رشد مو در گروه‌های نژادی مختلف تفاوت چشمگیری دارد. موهای صورت اغلب در اواخر بلوغ وجود دارد، اما ممکن است بعداً به‌طور قابل توجهی ظاهر نشوند. موهای صورت تا ۲–۴ سال بعد از بلوغ همچنان درشت، تیره و ضخیم می‌شوند. بعضی از مردان تا ۱۰ سال پس از اتمام بلوغ دچار موی کامل صورت نمی‌شوند. موی قفسه سینه ممکن است در دوران بلوغ یا سالها بعد ظاهر شود، اگرچه همه مردان آن را رشد نمی‌شود.

### تغییر صدا
تحت تأثیر آندروژن‌ها، جعبه صدا یا حنجره در هر دو جنس رشد می‌کند. این رشد در پسران بسیار برجسته تر است و باعث می‌شود، صدای مرد گاهی ناگهانی اما به ندرت «یک شبه»، حدود یک اکتاو کاهش یافته و عمیق می‌شود، زیرا چین‌های صوتی بلندتر و ضخیم‌تر، فرکانس اساسی کمتری دارند. پیش از بلوغ، حنجره پسران و دختران تقریباً به همان اندازه کوچک است. گاهی، تغییر صدا با عدم ثبات صدا در مراحل اولیه صداهای آموزش ندیده همراه است. بیشتر تغییر صدا در مرحله ۳–۴ بلوغ مردانه در حوالی اوج رشد اتفاق می‌افتد. صدای بزرگسالان با میانگین سنی ۱۵ سال به دست می‌آید و تا ۱۸ سالگی تکمیل می‌شود.

## بلوغ در دختران

### رشد پستان
اولین علامت فیزیکی بلوغ در دختران معمولاً یک توده محکم و حساس در مرکز آرئول یک یا هر دو پستان است که به‌طور متوسط در حدود ۱۰٫۵ سالگی اتفاق می‌افتد. از این به عنوان thelarche یاد می‌شود. با مرحله بلوغ Tanner که به‌طور گسترده استفاده می‌شود، این مرحله ۲ از رشد پستان است (مرحله ۱ یک پستان صاف و پیش از بلوغ است). طی شش تا ۱۲ ماه، تورم به وضوح در هر دو طرف آغاز شده، نرم شده و می‌توان آن را احساس کرد و از لبه‌های آرئول گسترش می‌یابد. این مرحله ۳ رشد پستان است. ۱۲ ماه دیگر (مرحله ۴)، پستان‌ها به اندازه و شکل بالغ نزدیک می‌شوند، در حالی که آرئول و نوک سینه‌ها یک تپه ثانویه تشکیل می‌دهند. در بیشتر زنان جوان، این تپه در کانتور پستان بالغ ناپدید می‌شود (مرحله ۵)، اگرچه تغییرات در اندازه و شکل پستان‌های بزرگسال بسیار زیاد است به طوری که مراحل ۴ و ۵ همیشه به‌طور جداگانه قابل شناسایی نیستند.

### واژن، رحم، تخمدان‌ها
میان دوراه به دلیل اثر استروژن باعث افزایش مقاومت آن در برابر عفونت می‌شود. سطح مخاط واژن نیز در پاسخ به افزایش میزان استروژن تغییر می‌کند، رنگ آن ضخیم‌تر و صورتی مایل به صورتی می‌شود (در مقابل قرمز روشن‌تر از مخاط واژن پیش از بلوغ). مخاط به یک ساختار چند لایه با لایه سطحی سلول‌های سنگفرشی تبدیل می‌شود. استروژن محتوای گلیکوژن را در اپیتلیوم واژن افزایش می‌دهد، که در آینده نقش مهمی در حفظ pH واژن دارد. ترشحات سفید (لکوره فیزیولوژیک) نیز یک اثر طبیعی استروژن است. در دو سال پس از ترخم، اندازه رحم، تخمدان‌ها و فولیکول‌های تخمدان افزایش می‌یابد. تخمدان‌ها معمولاً دارای کیست‌های کوچک فولیکولی هستند که با سونوگرافی قابل مشاهده هستند. پیش از بلوغ، نسبت رحم به دهانه رحم ۱: ۱ است. که بعد از اتمام دوره بلوغ به ۲: ۱ یا ۳: ۱ افزایش می‌یابد. 

### قاعدگی و باروری
اولین خونریزی قاعدگی با عنوان منارک نامیده می‌شود و به‌طور معمول حدود دو سال پس از ترخم رخ می‌دهد. میانگین سن قاعدگی در ایالات متحده ۵/۱۲ سال است. بیشتر دختران آمریکایی اولین عادت ماهانه خود را در ۱۱، ۱۲ یا ۱۳ سالگی تجربه می‌کنند، اما برخی از آنها زودتر از ۱۱ سالگی و برخی دیگر پس از ۱۴ سالگی آن را تجربه می‌کنند. در واقع، هر زمان بین ۸ تا ۱۶ طبیعی است. در کانادا، میانگین سن قاعدگی ۱۲٫۷۲، و در انگلستان ۱۲٫۹ است. زمان بین قاعدگی (قاعدگی) همیشه در دو سال اول پس از قاعدگی منظم نیست. تخمک گذاری برای باروری ضروری است، اما ممکن است در اولین قاعدگی همراه باشد یا نباشد. در دختران پست منارچال، حدود ۸۰٪ از چرخه‌ها در سال اول بعد از منارک، ۵۰٪ در سال سوم و ۱۰٪ در سال ششم، تخمک گذاری ندارند. شروع تخمک گذاری بعد از قاعدگی اجتناب ناپذیر نیست. تعداد زیادی از دختران با بی نظمی مداوم در چرخه قاعدگی که چندین سال از زمان قاعدگی می‌گذرد، بی نظمی و تخمک گذاری طولانی مدت خود را ادامه خواهند داد و در معرض خطر بیشتری برای کاهش باروری هستند.

### فرم بدن، توزیع چربی و ترکیب بدن
در این دوره، همچنین در پاسخ به افزایش سطح استروژن، نیمه تحتانی لگن و در نتیجه باسن پهن می‌شود (یک کانال زایمان بزرگتر فراهم می‌کند). بافت چربی به میزان بیشتری از ترکیب بدن نسبت به مردان افزایش می‌یابد، به خصوص در توزیع معمول زنان در سینه‌ها، باسن، ران‌ها، بازوها و شانه. اختلافات پیش رونده در توزیع چربی و همچنین تفاوت‌های جنسی در رشد اسکلتی موضعی به شکل معمول بدن زن تا پایان بلوغ کمک می‌کند. به‌طور متوسط، در ۱۰ سال، دختران ۶٪ چربی بدن بیشتر از پسران دارند.

### بوی بدن و آکنه
افزایش سطح آندروژن‌ها می‌تواند ترکیب اسیدهای چرب عرق را تغییر دهد و در نتیجه بوی بدن «بالغ» ایجاد شود. اثر آندروژن دیگر افزایش ترشح روغن (سبوم) از پوست است. این تغییر حساسیت به آکنه را افزایش می‌دهد، یک بیماری پوستی که مشخصه بلوغ است. شدت آکنه بسیار متفاوت است.

### اثرات بینایی و سایر اثرات تغییرات هورمونی
در دختران، استرادیول (هورمون اصلی جنسی زنانه) باعث ضخیم شدن لب‌ها (منظور لبه‌های ناحیه تناسلی) و مخاط دهانه و همچنین برجسته شدن تپه ونوس می‌شود؛ یعنی در فرج و واژن، استرادیول باعث ضخیم شدن (لایه برداری) پوست و رشد هر دو لایه میوپیتلیال و عضله صاف واژن می‌شود. به‌طور معمول هورمون استرادیول همچنین، باعث رشد برجسته لب مینور (لب کوچک) و در درجه کمتری از لب بزرگ خواهد شد.
استرادیول همچنین مسئول افزایش تولید pheomelanin و در نتیجه رنگ قرمز مشخص لب، لب مینور و گاهی لب بزرگ است. استرادیول همراه با سایر استروئیدهای تخمدان نیز باعث رنگ آمیزی تیره‌تر آرئول می‌شود.
تستوسترون باعث بزرگ شدن کلیتوریس می‌شود و احتمالاً اثرات مهمی در رشد و بلوغ پیازهای دهلیزی، جسم غارنزیوم کلیتوریس و اسفنج مجرای ادرار دارد.
به نظر می‌رسد تغییرات وولای آغاز شده توسط استرادیول و همچنین تأثیرات مستقیم آن بر عملکرد دستگاه ادراری تحتانی تأثیر بگذارد.

### موهای زیر بغل
رشد مو در زیر بازوها ایجاد می‌شود، پیش از ضخیم شدن و تیره شدن به مرور زمان شروع به پراکنده شدن می‌کند.

## تغییرات
به معنای کلی، نتیجه‌گیری از بلوغ بلوغ باروری است. معیارهای تعریف نتیجه‌گیری ممکن است برای اهداف مختلف متفاوت باشد: دستیابی به توانایی تولید مثل، رسیدن به حداکثر قد بزرگسالان، حداکثر اندازه غدد جنسی، یا سطح هورمون‌های جنسی بزرگسالان. حداکثر قد بزرگسالان در میانگین سنی ۱۵ الی ۱۷ سال برای یک دختر و ۱۶ الی ۱۸ سال برای یک پسر حاصل می‌شود. باروری بالقوه (که گاهی نوسان پذیری نامیده می‌شود) معمولاً پیش از تکمیل رشد ۱–۲ سال در دختران و ۳–۴ سال در پسران است. مرحله ۵ به‌طور معمول رشد حداکثر غدد جنسی و سطح هورمون بزرگسالان را نشان می‌دهد.

### سن شروع
تعریف شروع بلوغ ممکن است به چشم‌انداز (مثلاً هورمونی در مقابل جسمی) و هدف (ایجاد استانداردهای طبیعی جمعیت، مراقبت‌های بالینی از افراد بلوغ زودرس یا دیررس و غیره) بستگی داشته باشد. یک تعریف رایج برای شروع بلوغ، تغییرات فیزیکی بدن فرد است. این تغییرات فیزیکی اولین نشانه‌های قابل مشاهده تغییرات عصبی، هورمونی و غدد جنسی است.
سن شروع بلوغ در افراد متفاوت است. معمولاً بلوغ از ۱۰ تا ۱۳ سالگی شروع می‌شود. سن شروع بلوغ تحت تأثیر عوامل ژنتیکی و عوامل محیطی مانند شرایط تغذیه ای و اجتماعی قرار دارد. نمونه ای از شرایط اجتماعی، اثر واندنبرگ است. یک دختر نوجوان که تعامل قابل توجهی با مردان بالغ دارد زودتر از دختران نوجوان که از نظر اجتماعی بیش از حد در معرض نرهای بالغ نیستند، وارد بلوغ می‌شود.
نژاد نیز ممکن است بر روی میانگین سنی بلوغ تأثیر بگذارد. به عنوان مثال، میانگین سن قاعدگی در جمعیت‌های مختلف مورد بررسی از ۱۲ تا ۱۸ سال بوده است. اولین میانگین شروع بلوغ برای دختران آمریکایی آفریقایی تبار و آخرین شروع متوسط برای جمعیت معیشتی در ارتفاع زیاد در آسیا است. با این حال، بسیاری از میانگین‌های سنی بالاتر محدودیت‌های تغذیه ای را بیش از تفاوت‌های ژنتیکی منعکس می‌کنند و می‌توانند در طی چند نسل با یک تغییر اساسی در رژیم غذایی تغییر کنند. سن متوسط شروع عادت ماهانه برای یک جمعیت ممکن است یک شاخص از نسبت دختران دچار سوء تغذیه در جامعه، و عرض گسترش ممکن است ناهمواری توزیع مواد غذایی ثروت و در یک جمعیت را منعکس کند.
محققان سن زودتر از شروع بلوغ را شناسایی کرده‌اند. با این حال، آنها نتیجه‌گیری خود را بر اساس مقایسه داده‌های سال ۱۹۹۹ با داده‌های سال ۱۹۶۹ قرار داده‌اند. در مثال قبلی، جمعیت نمونه بر اساس یک نمونه کوچک از دختران سفیدپوست (۲۰۰ نفر از انگلیس) بود. در مطالعه بعدی مشخص شد که بلوغ در ۴۸٪ دختران آمریکایی آفریقایی‌تبار تا نه سالگی و ۱۲٪ دختران سفیدپوست تا آن سن وجود دارد.
یکی از دلایل احتمالی تأخیر در شروع بلوغ پس از ۱۴ سالگی در دختران و ۱۵ سالگی در پسران، سندرم کالمن است، نوعی هیپوگنادیسم هیپوگنادوتروپیک (HH). سندرم کالمن همچنین با کمبود حس بویایی (آنوسمی) همراه است. سندرم کالمن و سایر اشکال HH مردان و زنان را تحت تأثیر قرار می‌دهد. علت آن عدم موفقیت در محور HPG در بلوغ است که منجر به سطح گنادوتروپین کم یا صفر (LH و FSH) با نتیجه بعدی عدم موفقیت یا بلوغ کامل، افت قند خون ثانویه و ناباروری می‌شود.

### تغییر تاریخی
میانگین سنی که در آن بلوغ رخ می‌دهد از دهه ۱۸۴۰ به‌طور قابل توجهی کاهش یافته است. در هر دهه از سال ۱۸۴۰ تا ۱۹۵۰، میانگین سنی قاعدگی در زنان اروپای غربی چهار ماه افت داشته است. در نروژ، دختران متولد ۱۸۴۰ با میانگین سنی ۱۷ سال منهرک کردند. در فرانسه، به‌طور متوسط در سال ۱۸۴۰ ۱۵٫۳ سال بوده است. در انگلیس به‌طور متوسط در سال ۱۸۴۰ ۱۶٫۵ سال بوده است. در ژاپن روند نزولی بعداً اتفاق افتاد و سریعتر اتفاق افتاد: از ۱۹۴۵ تا ۱۹۷۵ در ژاپن ۱۱ ماه در هر دهه افت داشت.
یک مطالعه در سال ۲۰۰۶ در دانمارک نشان داد که بلوغ، همان‌طور که رشد پستان نشان می‌دهد، در سن متوسط ۹ سال و ۱۰ ماه شروع می‌شود، یک سال زودتر از زمانی که یک مطالعه مشابه در سال ۱۹۹۱ انجام شد. دانشمندان معتقدند این پدیده می‌تواند به چاقی یا قرار گرفتن در معرض مواد شیمیایی در زنجیره غذایی، و دختران را در معرض خطر طولانی مدت سرطان پستان قرار می‌دهد.

### تأثیر ژنتیکی و عوامل محیطی
مطالعات مختلف تأثیرات ژنتیکی مستقیم را نشان داده‌اند که حداقل ۴۶٪ از تغییرات زمان بلوغ را در جمعیت‌های دارای تغذیه مناسب تشکیل می‌دهد. ارتباط ژنتیکی زمان‌بندی بین مادران و دختران قوی‌ترین است. ژن‌های خاص مؤثر بر زمان‌بندی هنوز مشخص نیستند. در میان کاندیداها یک ژن گیرنده آندروژن وجود دارد.
محققان این فرضیه را مطرح کرده‌اند که شروع بلوغ زودرس ممکن است به دلیل برخی از محصولات مراقبت از مو حاوی استروژن یا جفت و برخی مواد شیمیایی خاص یعنی فتالات باشد که در بسیاری از مواد آرایشی، اسباب بازی‌ها و ظروف پلاستیکی مواد غذایی استفاده می‌شود.
اگر عوامل ژنتیکی نیمی از تغییرات زمان بلوغ را تشکیل دهند، عوامل محیطی نیز به وضوح مهم هستند. یکی از اولین اثرات محیطی مشاهده شده این است که بلوغ دیرتر در کودکانی که در ارتفاعات بزرگتر می‌شوند، رخ می‌دهد. مهم‌ترین تأثیرات محیطی به وضوح تغذیه است، اما تعدادی دیگر شناسایی شده‌اند که همه آنها به وضوح نسبت به بلوغ مردانه بر زمان بلوغ زنان و قاعدگی تأثیر می‌گذارند.

### هورمون‌ها و استروئیدها
نگرانی نظری و شواهد حیوانی وجود دارد که هورمونها و مواد شیمیایی محیطی ممکن است جنبه‌هایی از رشد جنسی پیش از تولد یا بعد از تولد را در انسان تحت تأثیر قرار دهند. مقادیر زیادی از استروژن‌ها و پروژستروژن‌های متابولیزه ناقص حاصل از محصولات دارویی در سیستم‌های فاضلاب شهرهای بزرگ دفع می‌شود و گاهی در محیط قابل تشخیص است. از استروئیدهای جنسی گاهی در گاوداری استفاده می‌شود اما به مدت ۴۰ سال در تولید گوشت مرغ ممنوع شده است. اگرچه قوانین کشاورزی استفاده از آن را به حداقل می‌رساند تا مصرف تصادفی انسان را به حداقل برساند، اما قوانین در ایالات متحده تا حد زیادی خود اجرا می‌شود. قرار گرفتن در معرض قابل توجه کودک در معرض هورمون‌ها یا سایر مواد فعال کننده گیرنده‌های استروژن یا آندروژن می‌تواند برخی یا تمام تغییرات بلوغ را ایجاد کند.
مواد شیمیایی محیطی که به‌طور پراکنده پخش می‌شوند مانند PCBها (بی فنیل پلی کلرینه)، که می‌توانند گیرنده‌های استروژن را متصل و تحریک کنند، دشوارتر است.
درجات واضح تر از بلوغ نسبی از قرار گرفتن مستقیم کودکان در معرض مقادیر اندک اما قابل توجهی از استروئیدهای جنسی دارویی از قرار گرفتن در خانه، ممکن است در هنگام ارزیابی پزشکی برای بلوغ زودرس تشخیص داده شود، اما اثرات خفیف و دیگر مواجهه‌های بالقوه ذکر شده در بالا، چنین نیست.
بیس فنول A (BPA) ماده شیمیایی است که برای ساخت پلاستیک استفاده می‌شود و اغلب برای ساخت بطری کودک، بطری آب، تجهیزات ورزشی، وسایل پزشکی و به عنوان روکش در قوطی‌های مواد غذایی و آشامیدنی استفاده می‌شود. دانشمندان نگران تأثیرات رفتاری BPA بر روی جنین، نوزادان و کودکان در سطح تماس فعلی هستند زیرا می‌تواند بر غده پروستات، غده پستانی تأثیر بگذارد و منجر به بلوغ زودرس در دختران شود. BPA عملکرد استروژن - تنظیم کننده مهم تولید مثل و رشد - را تقلید و در آن اختلال ایجاد می‌کند. این ماده از پلاستیک به مایعات و مواد غذایی شسته می‌شود و مراکز کنترل و پیشگیری از بیماری (CDC) مقادیر قابل اندازه‌گیری BPA را در بدن بیش از ۹۰ درصد از جمعیت ایالات متحده مورد مطالعه یافتند. بالاترین میزان مصرف روزانه BPA در نوزادان و کودکان اتفاق می‌افتد. بسیاری از بطری‌های پلاستیکی کودک حاوی BPA هستند و BPA با افزایش دمای آن از پلاستیک خارج می‌شود، مانند زمانی که بطری کودک را گرم می‌کند یا غذا را در مایکروویو گرم می‌کند.

### تأثیر تغذیه ای
عوامل تغذیه ای قوی‌ترین و بارزترین عوامل محیطی مؤثر در زمان بلوغ هستند. دختران به ویژه به تنظیم تغذیه حساس هستند زیرا باید تمام حمایت‌های غذایی را برای جنین در حال رشد کمک کنند. کالری اضافی (فراتر از رشد و فعالیت مورد نیاز) در مقدار چربی بدن منعکس می‌شود، که به مغز نشان می‌دهد که منابع لازم برای شروع بلوغ و باروری وجود دارد.
بسیاری از شواهد نشان می‌دهد که در بیشتر قرنهای اخیر، تفاوتهای غذایی بیشترین تغییرات زمان بلوغ را در جمعیتهای مختلف و حتی در بین طبقات اجتماعی در همان جمعیت به خود اختصاص داده است. اخیراً افزایش مصرف پروتئین حیوانی در سراسر جهان، سایر تغییرات در تغذیه و افزایش چاقی کودکان منجر به سقوط سن بلوغ، به‌طور عمده در آن جمعیت با سن بالاتر شده است. در بسیاری از جمعیت‌ها میزان تغییرات مربوط به تغذیه در حال کاهش است.
اگرچه انرژی موجود در رژیم غذایی (کالری ساده) مهم‌ترین تأثیر رژیم غذایی در زمان بلوغ است، اما کیفیت رژیم غذایی نیز نقش دارد. مصرف پروتئین کمتر و مصرف فیبر در رژیم غذایی بالاتر، همان‌طور که با رژیم‌های غذایی معمول گیاهخواری اتفاق می‌افتد، با شروع بعدی و پیشرفت کند بلوغ زنان همراه است.

### تأثیر چاقی و ورزش
محققان علمی چاقی زودرس را با شروع بلوغ در دختران مرتبط دانسته‌اند. آنها چاقی را علت رشد پستان قبل از نه سال و منارک قبل از دوازده سال ذکر کرده‌اند. بلوغ زودرس در دختران می‌تواند منادی مشکلات بعدی سلامتی باشد.
همچنین نشان داده شده است که سطح متوسط فعالیت بدنی روزانه بر زمان بلوغ، به ویژه در زنان تأثیر می‌گذارد. سطح بالای ورزش، چه برای اهداف ورزشی یا تصویری از بدن، یا برای تأمین معاش روزانه، کالری انرژی موجود برای تولید مثل را کاهش می‌دهد و بلوغ را کند می‌کند. اثر ورزش اغلب با توده چربی و کلسترول پایین بدن تقویت می‌شود.

### بیماری جسمی و روحی
بیماری‌های مزمن می‌توانند بلوغ را در دختران و پسران به تأخیر بیندازند. کسانی که التهاب مزمن دارند یا با تغذیه تداخل دارند، قوی‌ترین تأثیر را دارند. در دنیای غرب، بیماری التهابی روده و سل به دلیل چنین اثری در قرن گذشته مشهور بوده‌اند، در حالی که در مناطقی از جهان توسعه نیافته، عفونت‌های مزمن انگلی به‌طور گسترده‌ای گسترش یافته است.
بیماری‌های روانی در بلوغ رخ می‌دهد. مغز تحت تأثیر هورمون‌هایی قرار می‌گیرد که می‌توانند در اختلالات خلقی مانند اختلال افسردگی اساسی، اختلال دو قطبی، دیستیمیا و اسکیزوفرنی نقش داشته باشند. دختران بین ۱۵ تا ۱۹ سال ۴۰٪ موارد بی اشتهایی عصبی را تشکیل می‌دهند.

### استرس و عوامل اجتماعی
برخی از کمترین تأثیرات محیطی در زمان بلوغ اجتماعی و روانشناختی است. در مقایسه با تأثیرات ژنتیک، تغذیه و سلامت عمومی، تأثیرات اجتماعی اندک است، و به جای چند سال زمان را تغییر می‌دهد. مکانیسم این تأثیرات اجتماعی ناشناخته است، گرچه انواع فرآیندهای فیزیولوژیک، از جمله فرومون‌ها، براساس تحقیقات حیوانی پیشنهاد شده است.
مهم‌ترین قسمت محیط روانی - اجتماعی کودک خانواده است و بیشتر تحقیقات تأثیر اجتماعی ویژگی‌های ساختار و عملکرد خانواده را در رابطه با بلوغ زنان زودرس یا دیرتر بررسی کرده است. بیشتر مطالعات گزارش کرده‌اند که منارک ممکن است چند ماه زودتر در دختران در خانه‌های پراسترس رخ دهد، پدرانی که در اوایل کودکی غایب هستند، پدرخوانده ای در خانه دارند، که در کودکی مورد سوءاستفاده جنسی طولانی قرار می‌گیرند، یا که در سن جوانی از یک کشور در حال توسعه به فرزندی پذیرفته می‌شوند. برعکس، منارک ممکن است کمی دیرتر باشد، وقتی دختری در یک خانواده بزرگ با پدر بیولوژیکی بزرگ شود.
مشخص شده است که درجات شدیدتری از استرس محیطی، مانند وضعیت پناهندگی در زمان جنگ با تهدید به زنده ماندن جسمی، با تأخیر در بلوغ همراه است، تأثیری که ممکن است با عدم کفایت رژیم غذایی ایجاد شود.
بیشتر این تأثیرات اجتماعی گزارش شده اندک و درک ما ناقص است. بیشتر این «تأثیرات» انجمن‌های آماری است که توسط نظرسنجی‌های اپیدمیولوژیک نشان داده شده است. ارتباطات آماری لزوماً کافی نیستند و انواع متنوعی و توضیحات جایگزین را می‌توان متصور شد. تأثیرات چنین ابعادی کوچک هرگز برای هیچ‌یک از کودکان قابل تأیید یا رد نیست. به‌علاوه، تفسیر داده‌ها به دلیل سهولت استفاده از این نوع تحقیقات برای حمایت سیاسی، از نظر سیاسی بحث‌برانگیز است. اتهامات مغرضانه بر اساس دستور کار سیاسی، گاه با انتقاد علمی همراه است.
یکی دیگر از محدودیت‌های تحقیقات اجتماعی این است که تقریباً همه موارد مربوط به دختران بوده است، بخشی به دلیل بلوغ زنان به منابع فیزیولوژیکی بیشتری نیاز دارد و بخشی نیز به دلیل یک واقعه منحصر به فرد (منارک) که تحقیقات پیمایشی در مورد بلوغ زنان را بسیار ساده‌تر از مردان انجام می‌دهد. جزئیات بیشتر در مقاله منارک آورده شده است.

### تغییرات توالی
توالی وقایع رشد بلوغ گاهی می‌تواند متفاوت باشد. به عنوان مثال، در حدود ۱۵٪ از پسران و دختران، پوبارچه (اولین موهای شرمگاهی) می‌تواند به ترتیب، گنادارک و ترانچ تا چند ماه قبل باشد. به ندرت، منارک می‌تواند پیش از دیگر علائم بلوغ در چند دختر رخ دهد. این تغییرات مستلزم ارزیابی پزشکی هستند زیرا گاهی می‌توانند بیماری را نشان دهند.

## فرایند نوروهورمونی
سیستم تولید مثل غدد درون ریز متشکل از هیپوتالاموس، هیپوفیز، غدد غدد فوق کلیوی، با ورودی و تنظیم از بسیاری از سیستم‌های بدن است. بلوغ واقعی غالباً «بلوغ مرکزی» نامیده می‌شود زیرا به عنوان فرایندی از سیستم عصبی مرکزی آغاز می‌شود. شرح ساده بلوغ هورمونی به شرح زیر است:
1. هیپوتالاموس مغز شروع به آزاد سازی پالس‌های GnRH می‌کند.
2. سلولهای هیپوفیز قدامی با ترشح LH و FSH در گردش خون پاسخ می‌دهند.
3. تخمدان‌ها یا بیضه‌ها با رشد و شروع تولید استرادیول و تستوسترون به افزایش مقادیر LH و FSH پاسخ می‌دهند.
4. افزایش سطح استرادیول و تستوسترون باعث ایجاد تغییرات در بلوغ زن و مرد می‌شود.

آغاز این روند عصبی هورمونی ممکن است ۱–۲ سال قبل از اولین تغییرات بدن قابل مشاهده باشد.

### اجزای سیستم تولید مثل غدد درون ریز
هسته قوسی هیپوتالاموس محرک سیستم تولید مثل است. دارای نورون‌هایی است که پالس‌های GnRH را در سیستم وریدی پورتال غده هیپوفیز تولید و آزاد می‌کند. هسته قوسی توسط ورودی عصبی از مناطق دیگر مغز و ورودی هورمونی از غدد غدد جنسی، بافت چربی و انواع سیستم‌های دیگر تحت تأثیر قرار گرفته و کنترل می‌شود.
غده هیپوفیز با آزادسازی LH و FSH در خون گردش عمومی، همچنین به صورت ضربان، به سیگنال‌های GnRH پالس پاسخ می‌دهد.
غدد جنسی (بیضه‌ها و تخمدان‌ها) با تولید هورمون‌های جنسی استروئیدی، تستوسترون و استروژن به افزایش سطح LH و FSH پاسخ می‌دهند.
غدد فوق کلیوی منبع دوم هورمون‌های استروئیدی است. بلوغ آدرنال، اصطلاحاً آدرنارک، معمولاً در اواسط کودکی مقدم بر گنادارک است.

### هورمون‌های اصلی
- نوروکینین B (یک پپتید تاکیکینین) و کیسپپپتین (یک نوروپپتید) که هر دو در سلول‌های عصبی KNDy هیپوتالاموس وجود دارند، از قسمت‌های مهم سیستم کنترل هستند که با شروع بلوغ آزاد شدن GnRH را روشن می‌کند.
- GnRH (هورمون آزاد کننده گنادوتروپین) هورمونی پپتیدی است که از هیپوتالاموس آزاد می‌شود و سلول‌های گنادوتروپ هیپوفیز قدامی را تحریک می‌کند.
- LH (هورمون لوتئینیزه) یک هورمون پروتئینی بزرگتر است که توسط سلول‌های گنادوتروپ غده هیپوفیز قدامی در گردش عمومی ترشح می‌شود. سلول‌های اصلی هدف LH سلول‌های Leydig بیضه و سلول‌های theca تخمدان‌ها هستند. ترشح LH با شروع بلوغ به طرز چشمگیری تغییر می‌کند تا FSH، زیرا سطح LH با شروع بلوغ در حدود ۲۵ برابر افزایش می‌یابد، در مقایسه با افزایش ۲٫۵ برابر FSH.
- FSH (هورمون محرک فولیکول) یکی دیگر از هورمون‌های پروتئینی است که توسط سلول‌های گنادوتروپ هیپوفیز قدامی در گردش عمومی ترشح می‌شود. سلولهای اصلی FSH، فولیکولهای تخمدان و سلولهای سرتولی و بافت اسپرماتوژنیک بیضه‌ها هستند.
- تستوسترون یک هورمون استروئیدی است که اساساً توسط سلولهای لیدیگ بیضه و در مقادیر کمتری توسط سلول‌های تکا تخمدان و قشر آدرنال تولید می‌شود. تستوسترون آندروژن اولیه پستانداران و استروئید آنابولیک «اصلی» است. این ماده بر روی گیرنده‌های آندروژن موجود در بافت پاسخ دهنده در بدن تأثیر می‌گذارد.
- استرادیول یک هورمون استروئیدی است که با رایحه سازی تستوسترون تولید می‌شود. استرادیول استروژن اصلی انسان است و بر روی گیرنده‌های استروژن در سراسر بدن عمل می‌کند. بیشترین مقادیر استرادیول توسط سلولهای گرانولوزای تخمدان تولید می‌شود، اما مقادیر کمتری از تستوسترون بیضه و آدرنال حاصل می‌شود.
- آندروژن‌های آدرنال استروئیدهایی هستند که توسط zona reticulosa قشر آدرنال در هر دو جنس تولید می‌شوند. آندروژن‌های اصلی غده فوق کلیوی عبارتند از: دهیدرواپیآندروسترون، آندروستندیون (که پیش ماده تستوسترون هستند) و دهیدرو اپی آندروسترون سولفات که به مقدار زیاد در خون وجود دارد. آندروژن‌های فوق کلیوی به وقایع آندروژنی بلوغ زودرس در دختران کمک می‌کنند.
- IGF1 (فاکتور رشد شبه انسولین ۱) در پاسخ به افزایش سطح هورمون رشد، به‌طور قابل توجهی در دوران بلوغ افزایش می‌یابد و ممکن است واسطه اصلی جهش رشد بلوغ باشد.
- لپتین یک هورمون پروتئینی است که توسط بافت چربی تولید می‌شود. اندام هدف اصلی آن هیپوتالاموس است. به نظر می‌رسد سطح لپتین برای تنظیم اشتها و متابولیسم انرژی، مغزی را به عنوان شاخصی از توده چربی فراهم می‌کند. همچنین در بلوغ زنان نقش مجاز دارد، که معمولاً تا زمان به‌دست آمدن توده بدنی کافی ادامه نخواهد یافت.

### چشم‌انداز غدد درون ریز
سیستم تولید مثل غدد درون ریز با پایان سه‌ماهه اول زندگی جنین عملکردی پیدا می‌کند. بیضه‌ها و تخمدان‌ها تقریباً در زمان تولد مدت کوتاهی غیرفعال می‌شوند اما فعالیت هورمونی را تا چندین ماه پس از تولد از سر می‌گیرند، زمانی که مکانیسم‌های کاملاً مشخص مغز شروع به سرکوب فعالیت هسته قوس دار می‌کنند. این به عنوان بلوغ «گنادوستات» پیش از بلوغ شناخته شده است، که به استروئیدهای جنسی نسبت به بازخورد منفی حساس می‌شود. دوره فعالیت هورمونی تا چندین ماه پس از تولد و به دنبال آن سرکوب فعالیت، ممکن است مربوط به دوره جنسیت نوزاد باشد و به دنبال آن یک مرحله تأخیر، که زیگموند فروید توصیف کرد.
سطح گنادوتروپین و استروئیدهای جنسی تقریباً برای ۸ تا ۱۰ سال دیگر در کودکی به سطح پایین (تقریباً غیرقابل تشخیص با آزمایش‌های بالینی فعلی) کاهش می‌یابد. شواهدی وجود دارد که نشان می‌دهد سیستم تولید مثل در طی سال‌های کودکی کاملاً غیرفعال نیست. افزایش ناخوشایند پالس‌های گنادوتروپین اتفاق می‌افتد و تعداد فولیکول‌های تخمدان در اطراف سلول‌های زایا (تخم‌های آینده) دو برابر می‌شود.
بلوغ طبیعی در هیپوتالاموس شروع می‌شود، با جلوگیری از مهار مولد پالس در هسته قوسی. این مهار هسته قوس دار یک سرکوب فعال مداوم توسط سایر مناطق مغز است. سیگنال و مکانیزم آزاد کننده هسته قوسی از مهار ده‌ها سال موضوع تحقیق بوده و هنوز کاملاً درک نشده است. سطح لپتین در تمام دوران کودکی افزایش می‌یابد و نقشی در اجازه فعالیت مجدد هسته قوس دار دارد. اگر مهار کودکی هسته قوس دار به دلیل آسیب دیدگی مغز زودرس قطع شود، ممکن است انتشار گنادوتروپین ضربان دار از سر گرفته شود و بلوغ از سنین پایین آغاز می‌شود.
نورون‌های هسته قوسی هورمون آزاد کننده گنادوتروپین (GnRH) را در خون سیستم پورتال هیپوفیز ترشح می‌کنند. یک فیزیولوژیست آمریکایی، ارنست نوبیل، دریافت که سیگنال‌های GnRH از هیپوتالاموس باعث ترشح پالسی LH (و به میزان کمتری، FSH) در فواصل تقریبی ۱–۲ ساعت می‌شود. پالس‌های LH نتیجه ترشح ضربان دار GnRH توسط هسته قوسی است که به نوبه خود نتیجه یک اسیلاتور یا مولد سیگنال در سیستم عصبی مرکزی است ("مولد پالس GnRH"). [89] در سال‌های پیش از بلوغ جسمی، رابرت ام. بویار کشف کرد که نبض‌های گنادوتروپین فقط در هنگام خواب اتفاق می‌افتد، اما با پیشرفت بلوغ می‌توان آنها را در طول روز تشخیص داد. [۹۰] با پایان بلوغ، اختلاف کمی در شب و روز در دامنه و فرکانس پالس‌های گنادوتروپین وجود دارد.
برخی محققان شروع بلوغ را به تشدید نوسانگرهای مغز نسبت داده‌اند. با استفاده از این مکانیزم، پالس‌های گنادوتروپین که در درجه اول شب دقیقاً پیش از بلوغ اتفاق می‌افتند، نشان دهنده ضربان هستند.
مجموعه ای از «فرایندهای تقویت خودکار» تولید کلیه هورمون‌های بلوغ هیپوتالاموس، هیپوفیز و غدد جنسی را افزایش می‌دهد
تنظیم آدرنارک و ارتباط آن با بلوغ محور هیپوتالاموس- غدد جنسی به‌طور کامل مشخص نیست و برخی شواهد نشان می‌دهد که این یک روند موازی اما تا حد زیادی مستقل است که همزمان با بلوغ مرکزی است یا حتی پیش از آن است. افزایش سطح آندروژن‌های آدرنال (اصطلاحاً آدرنارک) معمولاً بین ۶ تا ۱۱ سالگی حتی پیش از افزایش پالس‌های گنادوتروپین در بلوغ هیپوتالاموس قابل تشخیص است. آندروژن‌های آدرنال به تکامل موهای شرمگاهی (pubarche)، بوی بدن بزرگسالان و سایر تغییرات آندروژنیک در هر دو جنس کمک می‌کنند. اهمیت بالینی اصلی تمایز بین آدرنارک و گنادارک این است که تغییر موهای عانه و بوی بدن به خودی خود اثبات نمی‌کند که بلوغ مرکزی برای یک کودک در حال انجام است.

### تغییرات هورمونی در پسران

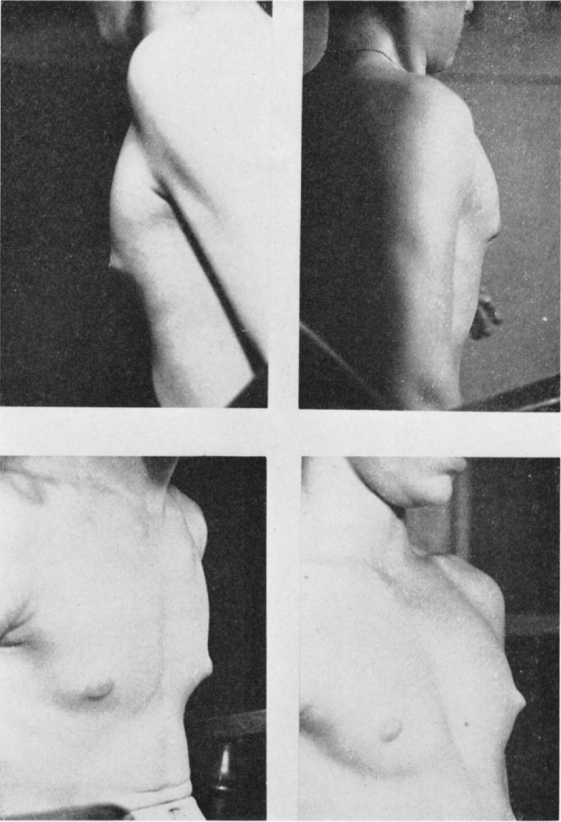
ژنیکوماستیای موقتی پسری که از بلوغ عبور می‌کند.

به نظر می‌رسد مراحل اولیه بلوغ هیپوتالاموس مردان بسیار شبیه مراحل اولیه بلوغ زنان است، هرچند حدود ۱–۲ سال بعد اتفاق می‌افتد.
LH سلول‌های بیضه، بیضه را تحریک می‌کند تا تستوسترون ایجاد کنند و سطح خون شروع به افزایش می‌کند. در بیشتر دوران بلوغ، سطح تستوسترون در شب بیشتر از روز است. به نظر می‌رسد که منظم بودن فرکانس و دامنه پالس‌های گنادوتروپین برای پیشرفت مرد از بلوغ زن کمتر ضروری است.
با این حال، بخش قابل توجهی از تستوسترون در پسران نوجوان به استرادیول تبدیل می‌شود. استرادیول دقیقاً مانند دختران واسطه رشد، بلوغ استخوان و بسته شدن اپی فیز در پسران است. استرادیول همچنین باعث ایجاد حداقل رشد نسبی بافت پستان (ژنیکوماستی) در بخش بزرگی از پسران می‌شود. به پسرانی که در حین بلوغ دچار ژنیکوماستی خفیف، تورم در زیر نوک سینه‌ها می‌شوند گفته می‌شود که این اثرات در برخی نوجوانان پسر به دلیل مقادیر بالای استرادیول موقت است.
یک تغییر هورمونی دیگر در مردان در اکثر مردان جوان در سال‌های نوجوانی اتفاق می‌افتد. در این مرحله از زندگی یک مرد، سطح تستوسترون به آرامی افزایش می‌یابد و بیشتر اثرات از طریق گیرنده‌های آندروژن از طریق تبدیل دی هیدروتستوسترون در اندام‌های هدف (به ویژه روده‌ها) ایجاد می‌شود.

### تغییرات هورمونی در دختران
با افزایش دامنه پالس‌های LH، سلول‌های تکا در تخمدان‌ها شروع به تولید تستوسترون و مقدار کمتری پروژسترون می‌کنند. قسمت عمده تستوسترون به سلول‌های مجاور به نام سلولهای گرانولوزا منتقل می‌شود. افزایش کمتر FSH باعث افزایش فعالیت آروماتاز این سلول‌های گرانولوزا می‌شود، که بیشتر تستوسترون را برای ترشح به گردش خون به استرادیول تبدیل می‌کند. تستوسترون باقیمانده، همراه با آندروژن‌های آدرنال مسئول تغییرات آندروژنیک معمول بلوغ زنان هستند: موی عانه، دیگر موهای آندروژنیک همان‌طور که در بالا گفته شد، بوی بدن، آکنه. فعالیت زیستی تستوسترون تا حدود زیادی توسط SHBG محدود می‌شود که به نوبه خود عمدتاً توسط سطح استرادیول و پرولاکتین کنترل می‌شود (استرادیول تحریک می‌کند، پرولاکتین سنتز SHBG را کاهش می‌دهد).
افزایش سطح استرادیول باعث ایجاد مشخصه تغییرات استروژنیک بدن در بلوغ زنان می‌شود: جهش رشد، تسریع بلوغ و بسته شدن استخوان، رشد پستان، افزایش ترکیب چربی، رشد رحم، افزایش ضخامت آندومتر و مخاط واژن و پهن شدن مجرا لگن پایین
همان‌طور که سطح استرادیول به تدریج افزایش می‌یابد و سایر فرایندهای خودآزمایی نیز اتفاق می‌افتد، هنگامی که حساسیت بازخورد «گنادوستات» هیپوتالاموس مثبت شود، به یک مرحله بلوغ می‌رسد. این دستیابی به بازخورد مثبت، مشخصه بلوغ جنسی زنان است، زیرا اجازه می‌دهد افزایش فشار متوسط LH برای تخمک گذاری انجام شود.
سطح هورمون رشد به‌طور پیوسته در طول بلوغ افزایش می‌یابد. با پایان بلوغ سطح IGF1 افزایش می‌یابد و سپس کاهش می‌یابد. پس از بسته شدن کامل اپی‌فیزها در سطح استرادیول، رشد و رشد بزرگسالان به دست می‌آید.

## مراحل
- آدرنارک (تقریباً در ۱۱ سالگی)
- گنادارچه (تقریباً در ۸ سالگی)
- thelarche (تقریباً در ۱۱ سالگی در زنان)
- پوبارچه (تقریباً در ۱۲ سالگی)
- منارک (تقریباً در زنان ۱۲٫۵ سال)
- اسپرمارچ (تقریباً ۵/۱۳ سالگی در مردان)